# Zarbeling
Zarbeling est une commune française située dans le département de la Moselle en région Grand Est.

## Géographie
La commune fait partie du parc naturel régional de Lorraine.

### Communes limitrophes
| Conthil |           | Rodalbe   |
|         | Zarbeling |           |
| Wuisse  |           | Lidrezing |

### Hydrographie
La commune est située dans le bassin versant du Rhin, au sein du bassin Rhin-Meuse. Elle est drainée par le ruisseau de Banvoie.
Le ruisseau de Banvoie, d'une longueur totale de 10 km, prend sa source dans la commune de Lidrezing et se jette  dans le ruisseau de la Flotte à Château-Voué, après avoir traversé cinq communes.

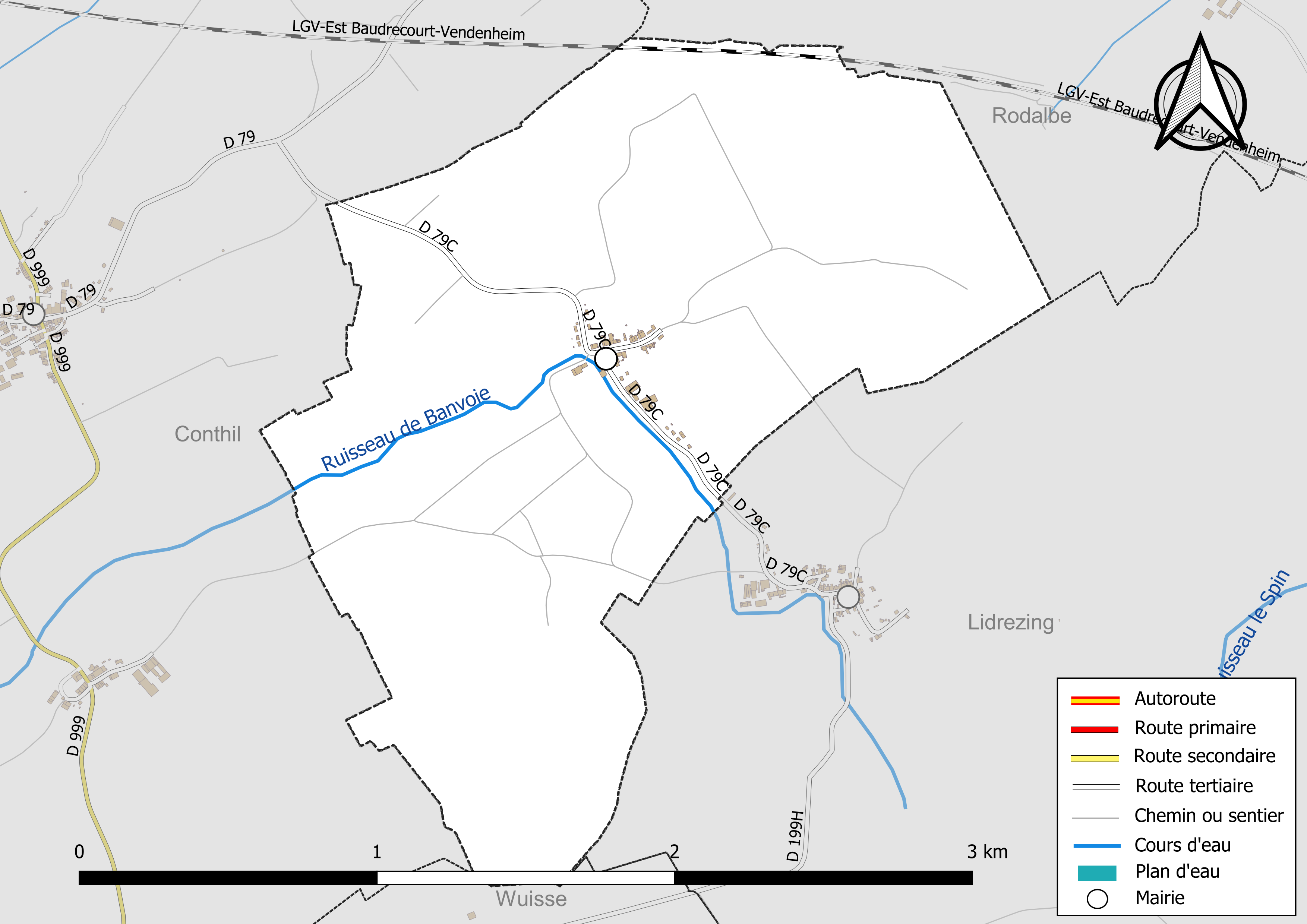
Réseaux hydrographique et routier de Zarbeling.

La qualité du ruisseau de Banvoie peut être consultée sur un site spécial géré par les agences de l’eau et l’Agence française pour la biodiversité.

### Climat
Pour des articles plus généraux, voir Climat du Grand Est et Climat de la Moselle.
En 2010, le climat de la commune est de type climat des marges montargnardes, selon une étude du Centre national de la recherche scientifique s'appuyant sur une série de données couvrant la période 1971-2000. En 2020, Météo-France publie une typologie des climats de la France métropolitaine dans laquelle la commune est exposée à un climat semi-continental et est dans la région climatique  Lorraine, plateau de Langres, Morvan, caractérisée par un hiver rude (1,5 °C), des vents modérés et des brouillards fréquents en automne et hiver. 
Pour la période 1971-2000, la température annuelle moyenne est de 9,9 °C, avec une amplitude thermique annuelle de 17,1 °C. Le cumul annuel moyen de précipitations est de 831 mm, avec 11,7 jours de précipitations en janvier et 9,6 jours en juillet. Pour la période 1991-2020, la température moyenne annuelle observée sur la station météorologique de Météo-France la plus proche, « Rodalbe », sur la commune de Rodalbe à 2 km à vol d'oiseau, est de 10,6 °C et le cumul annuel moyen de précipitations est de 737,2 mm. 
La température maximale relevée sur cette station est de 38,7 °C, atteinte le 24 juillet 2019 ; la température minimale est de −18,1 °C, atteinte le 26 décembre 2010,,. 
Les paramètres climatiques de la commune ont été estimés pour le milieu du siècle (2041-2070) selon différents scénarios d'émission de gaz à effet de serre à partir des nouvelles projections climatiques de référence DRIAS-2020. Ils sont consultables sur un site spécial publié par Météo-France en novembre 2022.

## Urbanisme

### Typologie
Au 1er janvier 2024, Zarbeling est catégorisée commune rurale à habitat dispersé, selon la nouvelle grille communale de densité à sept niveaux définie par l'Insee en 2022.
Elle est située hors unité urbaine. Par ailleurs la commune fait partie de l'aire d'attraction de Morhange, dont elle est une commune de la couronne,. Cette aire, qui regroupe 22 communes, est catégorisée dans les aires de moins de 50 000 habitants,.

### Occupation des sols
L'occupation des sols de la commune, telle qu'elle ressort de la base de données européenne d’occupation biophysique des sols Corine Land Cover (CLC), est marquée par l'importance des territoires agricoles (90,2 % en 2018), en augmentation par rapport à 1990 (88,5 %). La répartition détaillée en 2018 est la suivante : 
terres arables (56,2 %), prairies (33,4 %), forêts (9,8 %), zones agricoles hétérogènes (0,7 %). L'évolution de l’occupation des sols de la commune et de ses infrastructures peut être observée sur les différentes représentations cartographiques du territoire : la carte de Cassini (XVIIIe siècle), la carte d'état-major (1820-1866) et les cartes ou photos aériennes de l'IGN pour la période actuelle (1950 à aujourd'hui).

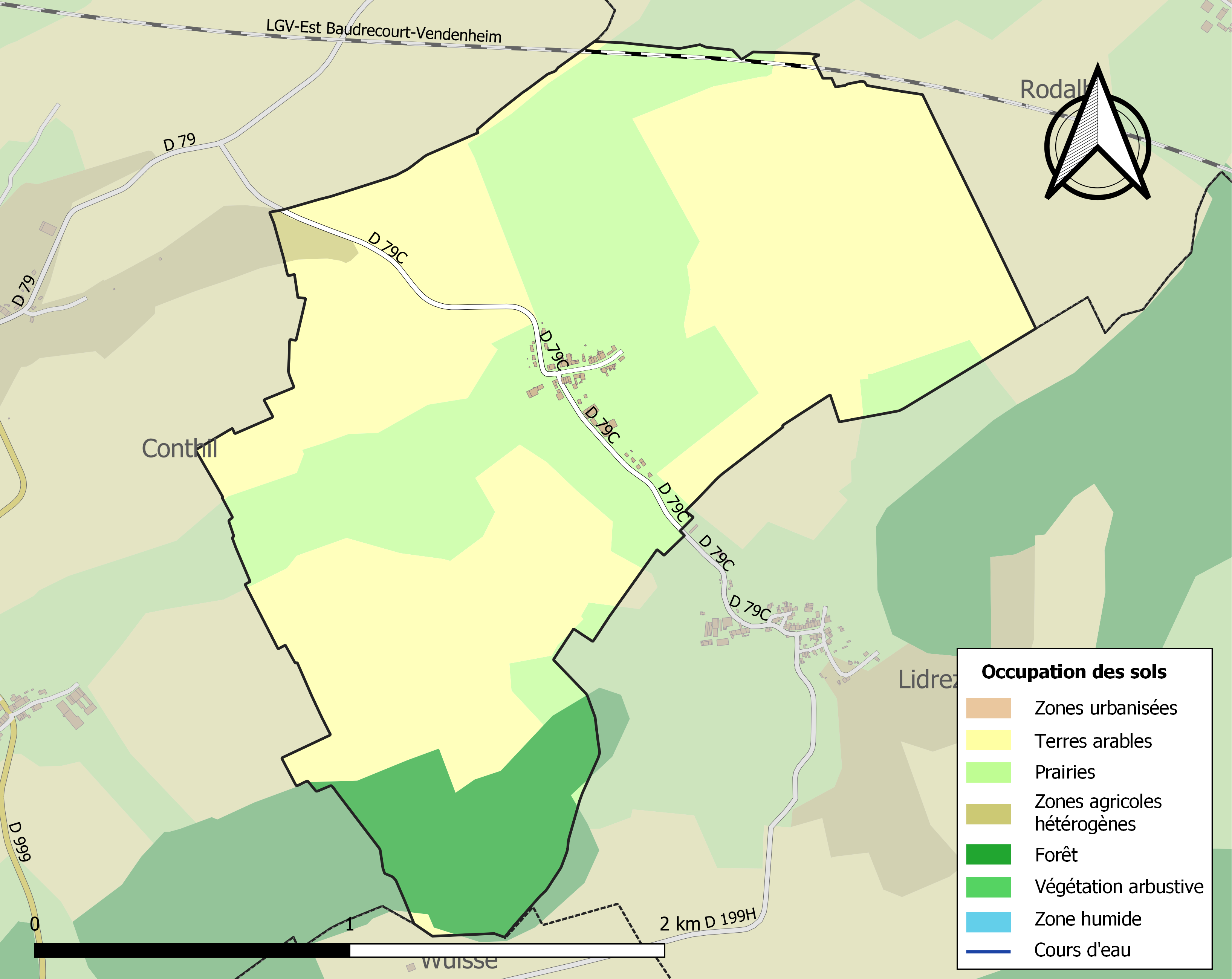
Carte des infrastructures et de l'occupation des sols de la commune en 2018 (CLC).

## Toponymie
- Serlefenges (1476), Sarbeling (1558), Salbeling (1558), Serbelingen (1594)[15], Zarbeling (1793), Sarbelingen (1871-1918).

## Histoire
C'était un village de la seigneurie de Morhange, dans la province de Lorraine.

## Politique et administration

### Liste des maires
| Période                                  | Période   | Identité          | Étiquette | Qualité |
| ---------------------------------------- | --------- | ----------------- | --------- | ------- |
| avant 1981                               | mars 2008 | Hubert Dort       |           |         |
| mars 2008                                | mai 2020  | François Colombey |           |         |
| mai 2020                                 | En cours  | Stéphanie Thiry   |           |         |
| Les données manquantes sont à compléter. |           |                   |           |         |

### Tendances politiques et résultats
Le résultat de l'élection présidentielle de 2012 dans cette commune est le suivant :
| Candidat       | Candidat                    | Premier tour | Premier tour | Second tour | Second tour |
| Candidat       | Candidat                    | Voix         | %            | Voix        | %           |
| -------------- | --------------------------- | ------------ | ------------ | ----------- | ----------- |
|                | Eva Joly (EÉLV)             | 0            | 0,00         |             |             |
|                | Marine Le Pen (FN)          | 12           | 26,67        |             |             |
|                | Nicolas Sarkozy (UMP)       | 15           | 33,33        | 32          | 64,00       |
|                | Jean-Luc Mélenchon (FG)     | 1            | 2,22         |             |             |
|                | Philippe Poutou (NPA)       | 2            | 4,44         |             |             |
|                | Nathalie Arthaud (LO)       | 0            | 0,00         |             |             |
|                | Jacques Cheminade (SP)      | 0            | 0,00         |             |             |
|                | François Bayrou (MoDem)     | 8            | 17,78        |             |             |
|                | Nicolas Dupont-Aignan (DLR) | 1            | 2,22         |             |             |
|                | François Hollande (PS)      | 6            | 13,33        | 18          | 36,00       |
|                |                             |              |              |             |             |
| Inscrits       | Inscrits                    | 58           | 100,00       | 57          | 100,00      |
| Abstentions    | Abstentions                 | 11           | 18,97        | 6           | 10,53       |
| Votants        | Votants                     | 47           | 81,03        | 51          | 89,47       |
| Blancs et nuls | Blancs et nuls              | 2            | 4,26         | 1           | 1,96        |
| Exprimés       | Exprimés                    | 45           | 95,74        | 50          | 98,04       |

Le résultat de l'élection présidentielle de 2017 dans cette commune est le suivant :
| Candidat    | Candidat                    | Premier tour | Premier tour | Deuxième tour | Deuxième tour |  |
| Candidat    | Candidat                    | %            | Voix         | %             | Voix          |  |
| ----------- | --------------------------- | ------------ | ------------ | ------------- | ------------- |  |
|             | Nicolas Dupont-Aignan (DLF) | 8,33         | 4            |               |               |  |
|             | Marine Le Pen (FN)          | 33,33        | 16           | 52,50         | 21            |  |
|             | Emmanuel Macron (EM)        | 16,67        | 8            | 47,50         | 19            |  |
|             | Benoît Hamon (PS)           | 6,25         | 3            |               |               |  |
|             | Nathalie Arthaud (LO)       | 0,00         | 0            |               |               |  |
|             | Philippe Poutou (NPA)       | 2,08         | 1            |               |               |  |
|             | Jacques Cheminade (SP)      | 0,00         | 0            |               |               |  |
|             | Jean Lassalle (RES)         | 6,25         | 3            |               |               |  |
|             | Jean-Luc Mélenchon (LFI)    | 2,08         | 1            |               |               |  |
|             | François Asselineau (UPR)   | 0,00         | 0            |               |               |  |
|             | François Fillon (LR)        | 25,00        | 12           |               |               |  |
|             |                             |              |              |               |               |  |
| Inscrits    | Inscrits                    | 51           | 100,00       | 51            | 100,00        |  |
| Abstentions | Abstentions                 | 3            | 5,88         | 4             | 7,84          |  |
| Votants     | Votants                     | 48           | 94,12        | 47            | 92,16         |  |
| Blancs      | Blancs                      | 0            | 0,00         | 4             | 8,51          |  |
| Nuls        | Nuls                        | 0            | 0,00         | 3             | 6,38          |  |
| Exprimés    | Exprimés                    | 48           | 100,00       | 40            | 85,11         |  |

## Démographie
L'évolution du nombre d'habitants est connue à travers les recensements de la population effectués dans la commune depuis 1793. Pour les communes de moins de 10 000 habitants, une enquête de recensement portant sur toute la population est réalisée tous les cinq ans, les populations de référence des années intermédiaires étant quant à elles estimées par interpolation ou extrapolation. Pour la commune, le premier recensement exhaustif entrant dans le cadre du nouveau dispositif a été réalisé en 2005.

En 2022, la commune comptait 67 habitants, en évolution de +15,52 % par rapport à 2016 (Moselle : +0,52 %, France hors Mayotte : +2,11 %).
| 1793 | 1800 | 1806 | 1821 | 1831 | 1836 | 1841 | 1846 | 1851 |
| ---- | ---- | ---- | ---- | ---- | ---- | ---- | ---- | ---- |
| 112  | 79   | 93   | 138  | 168  | 180  | 190  | 194  | 205  |

| 1856 | 1861 | 1871 | 1875 | 1880 | 1885 | 1890 | 1895 | 1900 |
| ---- | ---- | ---- | ---- | ---- | ---- | ---- | ---- | ---- |
| 204  | 200  | 175  | 141  | 156  | 152  | 147  | 146  | 140  |

| 1905 | 1910 | 1921 | 1926 | 1931 | 1936 | 1946 | 1954 | 1962 |
| ---- | ---- | ---- | ---- | ---- | ---- | ---- | ---- | ---- |
| 124  | 115  | 94   | 95   | 90   | 74   | 70   | 69   | 76   |

| 1968 | 1975 | 1982 | 1990 | 1999 | 2005 | 2006 | 2010 | 2015 |
| ---- | ---- | ---- | ---- | ---- | ---- | ---- | ---- | ---- |
| 71   | 59   | 52   | 49   | 58   | 62   | 64   | 67   | 59   |

| 2020 | 2022 | - | - | - | - | - | - | - |
| ---- | ---- | - | - | - | - | - | - | - |
| 66   | 67   | - | - | - | - | - | - | - |

## Culture locale et patrimoine

### Lieux et monuments
- Commune sans église (paroisse de Lidrezing).

### Héraldique
| Blason de Zarbeling | Blason  | D'azur à deux crosses passées en sautoir, un globe d'or, cintré de sable et sommé d'une croix d'or brochant sur le tout. |
| Blason de Zarbeling | Détails | Le statut officiel du blason reste à déterminer.                                                                         |